# Skunkovka páchnoucí

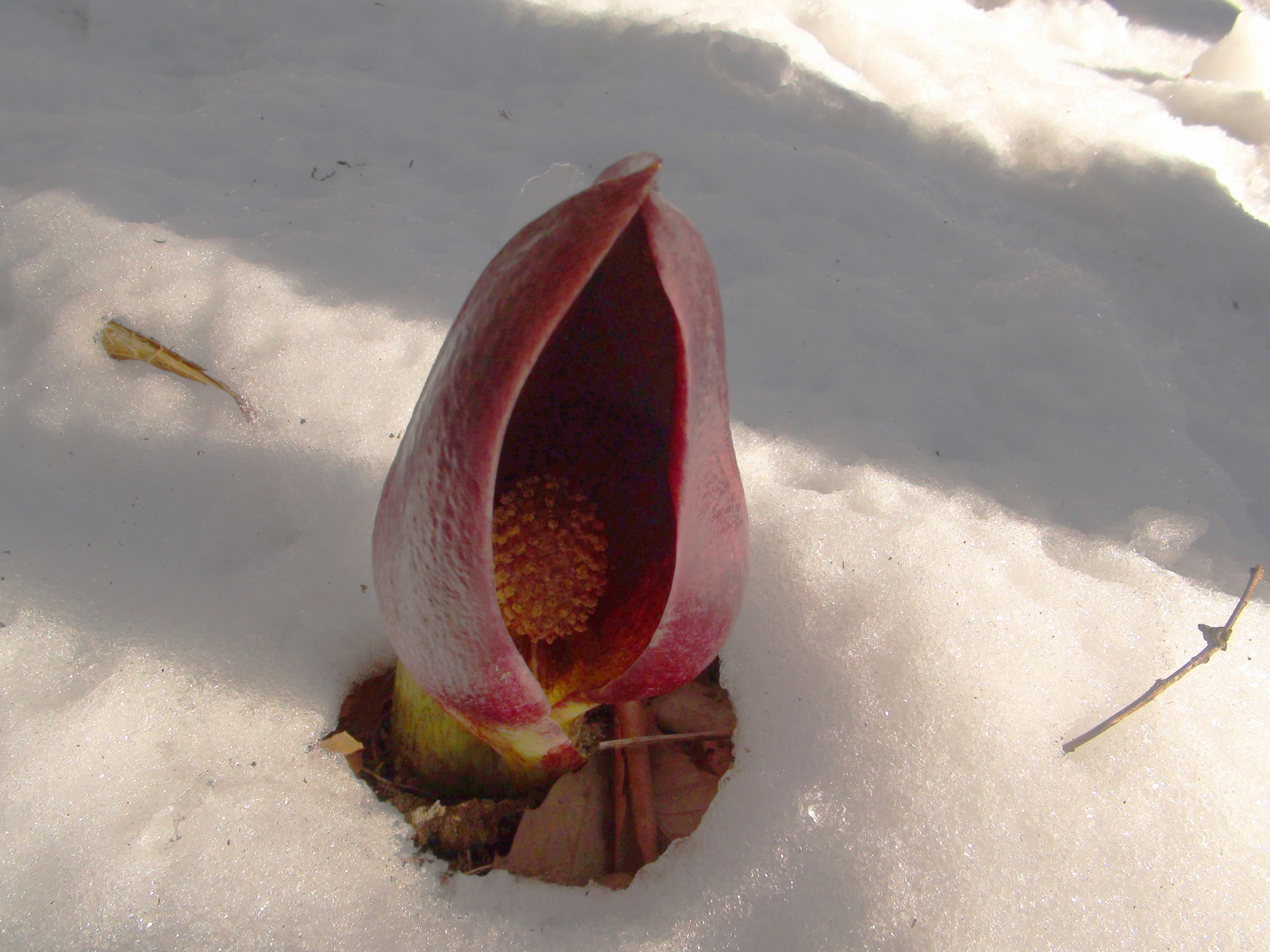
Květenství ve sněhu

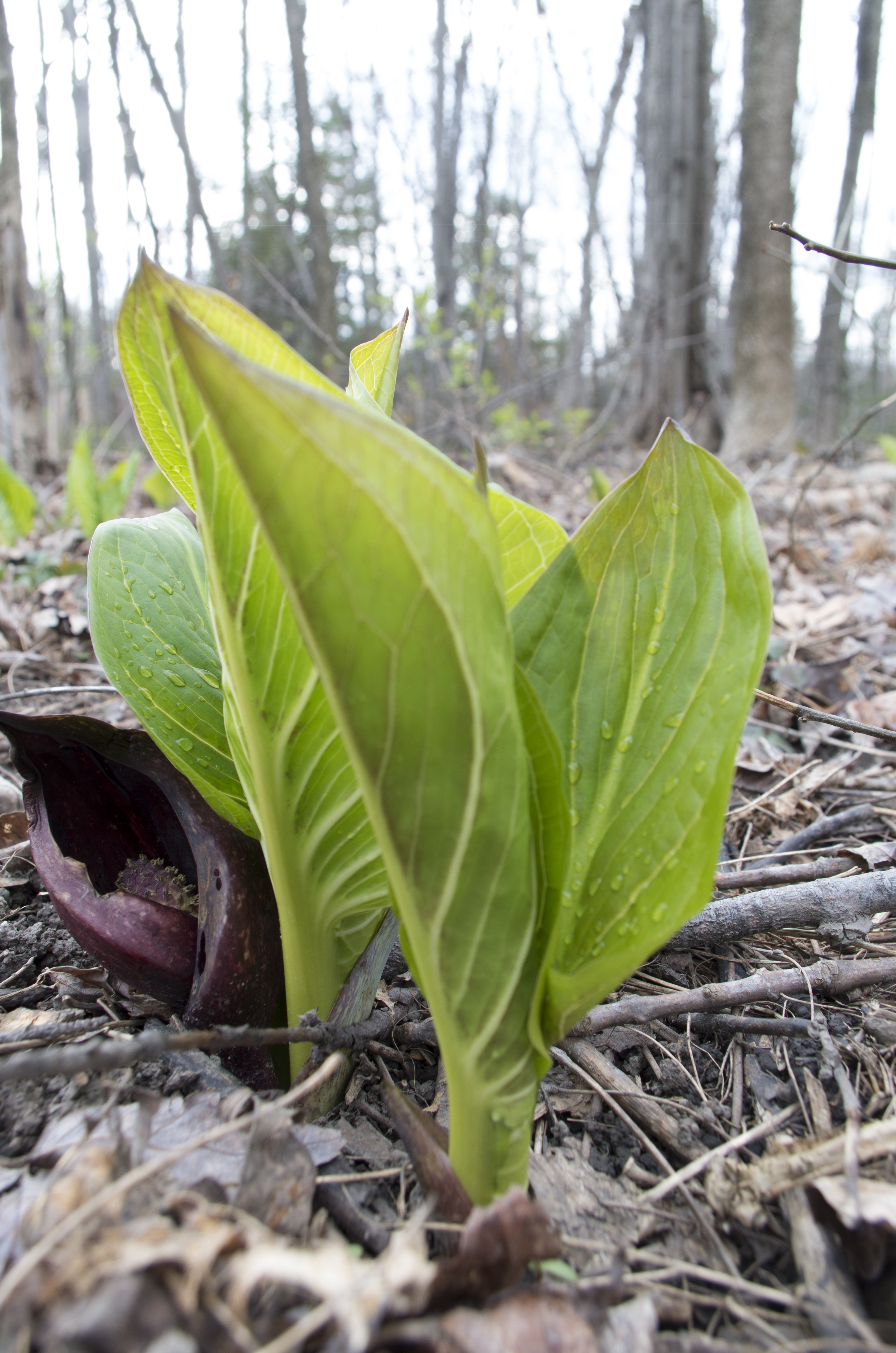
Rašící listy

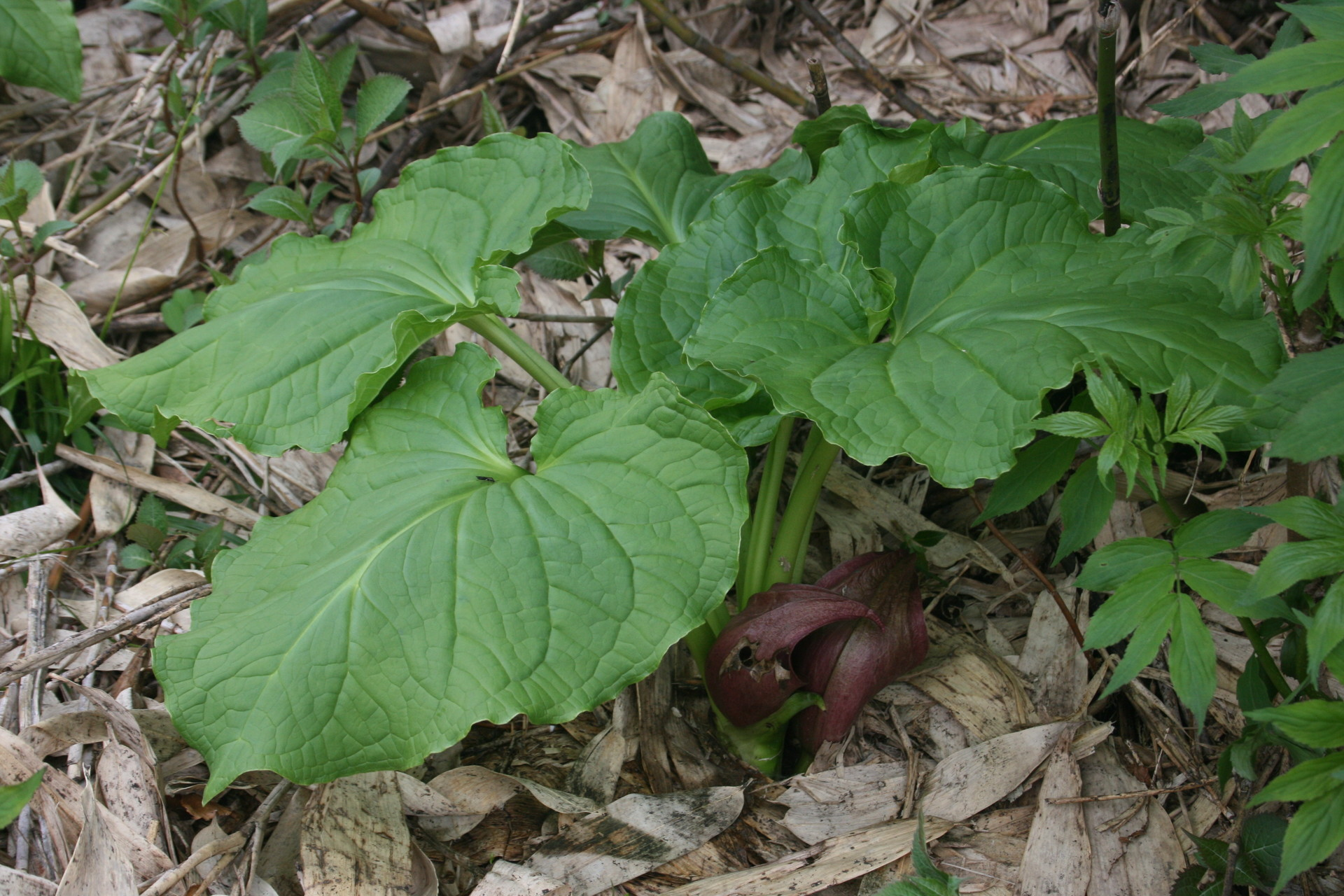
Rozvinuté listy

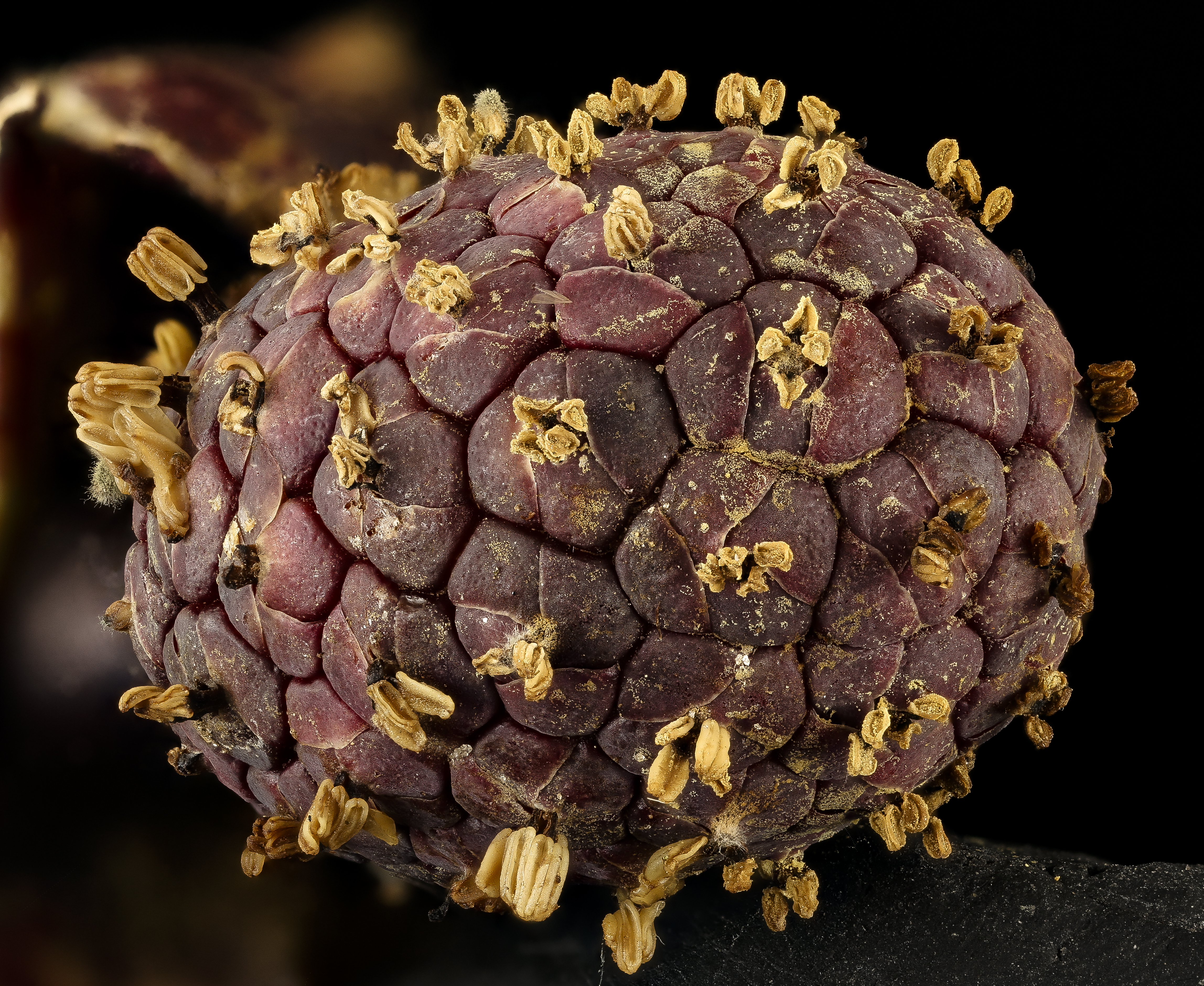
Květy na vřetenu palice

Skunkovka páchnoucí (Symplocarpus foetidus) je vytrvalá vlhkomilná až bahenní rostlina z čeledi árónovitých, původem z východu Severní Ameriky. Její květenství se skládá z toulce (obalu) kryjícího palici s květy, na které se po opylení vyvinou drobné kulovité plody. Vykvétá koncem zimy či počátkem jara a její květenství dokáže díky zvýšení vnitřní teploty proniknout z půdy na povrch i vrstvou sněhu.
Nevábný název "skunkovka páchnoucí" je inspirován zápachem, který se z rostliny šíří při poranění. Aroma bývá popisováno jako zápach bránícího se skunka nebo též pach vařeného zelí, krájeného česneku a spálené gumy dohromady. Neporaněná bylina nepříjemný pach nevydává.

## Rozšíření
Skunkovka páchnoucí je původní druh na severovýchodě Spojených států amerických a jihovýchodě Kanady. Její areál se táhne od Wisconsinu přes oblast Velkých jezer, Virginii a Novou Anglii ve Spojených státech až po kanadské Nové Skotsko. Volně roste v přírodě ve státech Connecticut, Delaware, Illinois, Indiana, Iowa, Kentucky, Maine, Maryland, Massachusetts, Michigan, Minnesota, New Hampshire, New Jersey, New York, Severní Karolína, Ohio, Ontario, Pensylvánie, Rhode Island, Tennessee, Vermont, Virginie, Wisconsin a Západní Virginie ve Spojených státech a v Novém Skotsku, Novém Brunšviku a Quebecu na jihovýchodě Kanady.
Rod je tvořen ještě dalšími čtyřmi druhy, jež rostou v severovýchodní Asii na ruském Dálném východě, v Japonsku, Koreji a severní Číně.

## Ekologie
Bylina upřednostňuje vlhkou až mokrou, kyselou půdu a může růst v polostínu i na přímém slunci. Vyhovují ji půdy písčité, hlinité i těžké jílovité, nejčastěji roste v mokřadech, bažinách a vlhkých lesích, často se objevuje v nivách řek a potoků, na březích vodních toků i vodních nádrží, vystupuje až do nadmořské výšky okolo 1100 m n. m.
Rostlina nejprve vytvoří květy a teprve po jejich opylení vyrostou listy. Na rozhraní konce zimy a začátku jara, kdy je na zemi ještě sníh a led, začíná z půdy i přes případnou sněhovou pokrývku vyrůstat špičatý toulec s palicí uvnitř. Toulec si svůj prostup směrem vzhůru skrz promrzlý sníh usnadňuje zvýšením vnitřní teploty asi o 15 až 35 °C nad okolní teplotu vzduchu. Zvýšení teploty, které dosahuje díky zrychlenému chemickému procesu v buňkách, má hlavně ochránit květenství před mrazem a případně i dovnitř nalákat časný hmyz k opylení. Opylovači jsou různé druhy hmyzu z řádů dvoukřídlí, brouci, blanokřídlí i polokřídlí. Za nejpravděpodobnější opylovače jsou považované mouchy druhu bzučivka rudohlavá (Calliphora vomitoria). Mnohé hmyzí jedince láká nejen zvýšená teplota, ale i aróma v toulci, tento zápach naopak slouží k odpuzení býložravců.
Kořeny jsou kontraktilní (stahovací), které se během vývoje zkracují a zatahují rostlinu hlouběji do půdy. Každým rokem rostlina koření hlouběji a hlouběji, proto je velmi obtížné starší rostlinu vykopat. Kvete od února do dubna a z opylených květů se vyvíjejí semena dozrávající v srpnu a září. Počet chromozomů 2n = 30, stupeň ploidie x = 2.

## Popis
Skunkovka páchnoucí je vytrvalá rostlina s asi 30 cm dlouhým a silným oddenkem, které raší květenství již brzy z jara, občas z pod sněhu. Květenství je tvořeno masově červeným, mramorovaným, kožovitým, nafouklým toulcem vysokým asi 15 cm, jenž má tvar stočené, na vrcholu špičaté a téměř uzavřené kápě, ve které je 10 až 15 cm velké kulovité květenství palice s oboupohlavnými květy. Na houbovitém vřetenu palice hustě vyrůstají květy se čtyřmi žlutavými až tmavě červenofialovými, vytrvalými okvětními lístky navzájem se překrývajícími. Květ má čtyři tyčinky s volnými nitkami a podélně pukajícími prašníky s eliptickými pylovými zrny. Semeník je svrchní, jednodílný a obsahuje jedno ortotropní vajíčko, pestík s čnělkou má diskovitou bliznu.
Plody jsou dužnaté bobule, které vyrůstají v hustém plodenství agregovaném na vřetenu palice v toulci. Bobule je obalená suchými okvětními lístky a má suchou čnělku, ve zralosti je tmavě fialově zelená až tmavě červenohnědá a obsahuje jedno kulovité semeno s tvrdým osemením. Semena jsou hnědá a velká 7 až 15 mm, ve zralosti vypadávají na zem, často do bahna, obvykle je rozšíří tekoucí povrchová voda. Semena však vytváří jen málo rostlin.
Svěže zelené listy oválného tvaru se vyvíjejí teprve v průběhu kvetení a většinou se objevují společně s vadnutím toulce. Je jich na rostlině několik, vyrůstají na řapíku z konce oddenku a mají zpeřenou žilnatinu. Listové čepele jsou vejčité, celistvé, lysé, dlouhé 40 až 60 cm a široké 30 až 40 cm, na bázi jsou zaoblené až srdčité, na vrcholu špičaté nebo tupé, po obvodě celokrajné a ve zralosti tmavě zelené. V době dozrávání plodů jsou listy obvykle již zaschlé. S příchodem zimy viditelná část rostliny umírá, nová se vytvoří na konci zimy ze šupinatého pupenu na podzemním oddenku, který složí jako zásobník živin.

## Toxicita
Na dotek není rostlina jedovatá, ale její listy obsahují jehličkovité krystaly šťavelanu vápenatého, proto je po požití považována pro lidi za toxickou. Listy způsobují pálení a otoky rtů, jazyka a hrdla, může se případně objevit nevolnost, zvrácení a průjem.